# Денисов, Степан Капитонович
 Степа́н Капито́нович Дени́сов (1874, Барнаул — 9 сентября 1919, там же) — участник Гражданской войны на Алтае, борец за установление Советской власти.

## Биография
Родился в Барнауле, в семье рабочего. Образование — начальное.
Участник революции 1905 г. После февраля 1917 г. рабочие завода «Шпагат» избрали его в состав Барнаульского Совета рабочих и солдатских депутатов. Возглавил квартирную комиссию, которая после катастрофического пожара занималась расселением оставшейся без крова беднейшей части населения города, боролась со спекуляцией жильем.
C получением известий о восстании Чехословацкого корпуса назначен комендантом города.
После отступления красногвардейцев из Барнаула, был по состоянию здоровья оставлен в городе для ведения подпольной работы. Был выслежен белогвардейской контрразведкой и 9 сентября 1919 г. расстрелян.

## Память
В 1927 году именем Денисова названа улица в Барнауле (бывшая Немецкая).